# ناصر جودة
ناصر سامي جودة (مواليد 11 تموز 1961 في عمّان) سياسي أردني شغل منصب ووزير الخارجية الأردني منذ فبراير 2009 حتى 14 يناير 2017. شَغل منصب مدير التلفزيون الأردني سنة 1994. دخل المناصب الوزارية في 25 نوفمبر 2007 بتعيينه وزيراً للدولة لشؤون الاعلام والاتصال في حكومة نادر الذهبي الذي عينه لاحقاً وزيراً للخارجية. وكان زوج الأميرة سمية بنت الحسن منذ سنة 1985 حتى انفصالهما سنة 2007.

## الحياة الشخصية
وُلد جودة في عمّان بتاريخ 11 تموز 1961، ويعود أصله إلى بلدة سنجل في قضاء رام الله في فلسطين، لكن جده هاجر قبل النكبة إلى شرق الأردن. تزوج أباه اخت السيد سمير الرفاعي ثم تزوج في نهاية الثمانينيات من الأميرة سمية ابنة الأمير الحسن بن طلال عم الملك عبد الله الثاني.

### تعليمه
درس جودة المرحلتين الابتدائية والاعدادية في عمّان، ثم انتقل إلى بريطانيا حيث اكمل المرحلة الثانوية من دراسته. اكمل دراسته الجامعية في جامعة جورج تاون في واشنطن وتخرج منها بشهادة البكالوريوس في العلاقات الدولية والقانون والمنظمات الدولية عام 1982.

## السيرة المهنية
- 1985 - 1992 في الديوان الملكي الهاشمي.
- 1994: مدير التلفزيون الأردني، ثم مدير عام مؤسسة الاذاعة والتلفزيون.
- 1998 - 1999: وزير اعلام وناطق رسمي باسم الحكومة.
- 2005: ناطق رسمي باسم الحكومة.
- 2007 -2009 وزير دولة لشؤون الاعلام والاتصال.
- 2009 - 2017: وزير خارجية.[5]
- عضو مجلس الاعيان السابع و العشرون من عام 2017